# يوسف عمر (لاعب كرة قدم قطري)
يوسف عمر فخر الدين لاعب كرة قدم قطري يلعب حالياً في نادي الريان.

## مسيرة اللاعب
لعب في نادي الريان ونادي أم صلال ونادي الخور.